# سیمون داوکینز
سیمون داوکینز (انگلیسی: Simon Dawkins؛ زادهٔ ۱ دسامبر ۱۹۸۷) یک بازیکن فوتبال اهل بریتانیا است.
وی همچنین در تیم ملی فوتبال جامائیکا بازی کرده است.